# アリ・ソイリ

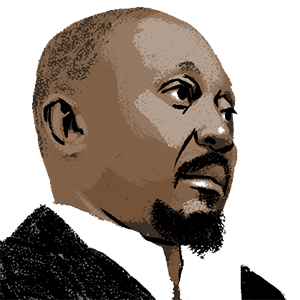
ボイス・オブ・アメリカが作成した肖像画

アリ・ソイリ（Ali Soilih、1937年1月7日 - 1978年5月29日）は、コモロの政治家。社会主義者で、革命的な急進政策を実行したが、クーデターで殺害された。
ソイリはグランドコモロ島のジュワニで生まれ、農学を学んだ。
1970年にはサイード・イブラヒムの支持者としてコモロ人民民主連合を結成し、政界に進出した。この党は毛沢東主義の影響を受けていた。コモロ独立わずか1ヵ月後の1975年8月3日、ソイリはクーデターアーメド・アブダラ大統領を失脚させ、革命評議会を発足させてサイード・モハメッド・ジャファルを大統領の座に就けた。アブダラは地盤のアンジュアン島に逃れたものの、ソイリは白人傭兵ボブ・ディナールらを雇い入れてアブダラを追放し、3島を完全に掌握した。ジャファルの死後、1976年1月にソイリは革命評議会の議長の座に就いた。政権を取ると、ソイリは急進的な社会主義政策を推し進め、改革に乗り出した。1977年の選挙では、56.63%の支持を得て大統領の座に就いた。
ソイリは自給自足の経済と急進的な近代化を目指し、結婚式や葬式などの過度に豪華な儀礼の廃止を行い、また行政組織をスリム化して経費の節減を目指した。選挙権の獲得年齢は14歳にまで引き下げられた。
ソイリはまた、改革を徹底させるため、ティーンエージャーを中心にモアシーと呼ばれる政治警察を組織し、長老の支配する村落の旧習を改めさせようとした。これは、中華人民共和国の文化大革命時の紅衛兵をモデルとしていた。
これらの急進的な改革は旧宗主国フランスの反発を買い、援助が停止された。モアシーの専横は旧支配層だけでなく一般市民の間にも反発を生み、さらに行政機構のスリム化はただでさえ低い行政効率をさらに低下させた。民衆の不満は高まり、2年半の間に4回のクーデター未遂が起きた。
1978年5月13日、かつてソイリが雇ったボブ・ディナールが逆にパリに亡命していた前大統領アーメド・アブダラに雇われ、ソイリを襲った。ソイリはディナール一派によって殺害され、アブダラが復権し、急進的な改革はすべて旧来のものへと戻った。